# Zügellos (Hörspiel)
Zügellos ist ein Kriminalhörspiel nach dem gleichnamigen Kriminalroman des englischen Schriftstellers Dick Francis, in der Hörspielbearbeitung von Alexander Schnitzler und der Regie von Klaus Zippel. Es wurde 2002 produziert von den Rundfunkanstalten des Mitteldeutschen Rundfunks und Südwestrundfunks und erschien im August 2003 als Produktion bei Der Audio Verlag. Wie bei allen anderen Kriminalromanen Francis’ hat die Handlung einen Bezug zum Galopprennsport.

## Handlung
Thomas Lyon, ein junger britischer Regisseur, kann erstmals bei einer Hollywood-Produktion nach einem englischen Bestsellerroman Regie führen. Darin wird lose auf einem mehrere Jahrzehnte zurückliegenden mysteriösen Todesfall einer jungen Frau in der Turfszene basierend eine spekulative Kriminalgeschichte erzählt.
Doch zu Anfang wird Thomas Lyon zum Haus seines einstigen, selbst mit dem Pferdesport verbundenen Mentors Valentine Clark, gerufen, der todkrank im Sterben liegt. Auf dem Totenbett hält dieser Lyon für einen Pater und beichtet ihm in unklaren Worten gegenüber einen wie auch immer gearteten Mord an den Jungen aus Cornwall, das er selbst nicht haben verantworten wollen und das er „ihre Jugend zerstört habe, obwohl sie es nicht wussten.“ Da die Dreharbeiten auf Lyon warten, kann er sich zunächst darum nicht kümmern.
Denn er hat außerordentliche Probleme mit dem Autor der literarischen Vorlage, Howard Tyler, der entgegen seiner vertraglichen Verpflichtung bei der weiteren Ausgestaltung des Drehbuchs nicht mithelfen möchte, um seine Vorlage bangt und die weiteren Nachfragen bezüglich der eigentlichen zugrundeliegenden Geschehnisse boykottiert. Der Schriftsteller geht sogar so weit gegenüber der Presse Gerüchte darüber zu lancieren, dass angeblich sogar der eigentliche Star des Films, Nash Rourke, sich darüber negativ geäußert hätte. Lyon würde sowohl die Buchvorlage missachten, als auch den Film ruinieren. Da Rourke sich vor Lyon stellt und auch O’Hara, der Produzent, zu Lyon hält, scheint die erste Unruhe um den Film vorbei zu sein. Doch Tyler hatte die Indiskretionen gegenüber der Klatschkolumnistin Alison Visborough wiedergegeben, die aufgrund der persönlichen Involvierungen ihrer Familie durch ihren Bruder Roddy Visborough verlangt, dass die Dreharbeiten unverzüglich eingestellt werden.
Lyon wird aufgrund dieser Erpressungsversuche misstrauisch und versucht hinter die Ursprünge der Geschichte zu kommen. Damals hatte sich Sonya Wells, die junge Ehefrau der politisch ambitionierten Trainerlegende Jackson Wells, ohne Zurücklassung eines Abschiedsbriefs in einer Scheune bei Newmarket erhängt. Ihr Ehemann zog daraufhin seine Kandidatur zum britischen Unterhaus zurück und sich selbst auch sukzessive vom Rennsport zurück. Allem Anschein nach hatte der Schriftsteller seinen Roman lediglich auf einem dünen Nachruf im Pferdesportmagazin Jockey Club basieren lassen. Während Thomas Lyon versucht, die damaligen Zeitzeugen zu erreichen, häufen sich Anschläge auf seine Filmproduktion und die mittelbar Beteiligten.
Ein maskierter Reiter attackiert bei den Dreharbeiten vermeintlich den Star Nash Rourke, verletzt aber in Unkenntnis lediglich dessen Stuntdouble mit einem Messer, Dorothea Pannier, die Schwester des kürzlich verstorbenen Mentors wird brutal überfallen und beinahe umgebracht. Lediglich das Herannahen ihres Sohnes Paul Pannier scheint sie gerettet zu haben. Insbesondere die Besitztümer ihres bei ihr wohnenden Bruders scheinen durchwühlt worden zu sein. Lyon schließt daraus, dass der oder die Unbekannten entweder etwas Kostbares oder enthüllendes Material erbeuten wollten. Denn in dem Erbe des ehemaligen Hufschmieds und Pferdefachmanns befand sich auch ein ausführliches Rennsportarchiv, auf das insbesondere Paul Pannier sein Auge geworfen hatte, um es im Familienbesitz zu behalten. Aber laut Testament war es Thomas Lyon zugedacht worden, der Teile davon bereits an einen sicheren Platz bringen konnte.
Als schließlich Paul Pannier erstochen wird und während eines Renntages auch ein Mordanschlag mit einem Messer auf Lyon selbst versucht wird, der nur dank einer Schutzweste glimpflich abläuft, wollen die Hollywood-Bosse des Filmstudios ihm vom Projekt abziehen, aber auch diesmal hält Nash Rourke zu ihm und dank der Hilfe von Lucy Wells, der Tochter Jacksons Wells aus zweiter Ehe, kann er in dem Archiv wichtige Details wie ein aufschlussreiches Gruppenporträt finden. Darüber hinaus gibt ihm aufgrund des aufgefundenen seltenen Messers, das als Tatwaffe gedient hat, der mit dem verstorbenen Valentine Clark befreundete Waffenspezialist Professor Derry wichtige Hinweise.
Auf dem Gruppenporträt mit der aufschlussreichen handschriftlichen Notiz „Die Gang“ war eine Gruppe junger Männer und eine Frau zu sehen. Mit Hilfe der Zeitzeugen kann Lyon den vermutlichen Hergang entschlüsseln: In den Swinging Sixties hatte sich wohl unter dem Einfluss von Name eine Gruppe junger Pferdesportnarren gefunden, die rundweg alles teilten – selbst ihre sexuellen Erfahrungen. Ausgerechnet Valentine hatte den jungen Jockey Pig mit der sexuellen Spielart Paraphilie bekannt gemacht, die er eines Nachts bei Sonya Wells „ausprobierte“ und sie dabei ungewollt erwürgte. Die Gruppe um Roddy Visborough, Paul Pannier, Pig, Ridley Wells, der Schwager Sonyas, vertuschte das Verbrechen als Selbstmord und täuschte erfolgreich die Polizei. Während der Tat war Jackson Wells selbst in York gewesen und kam erst Wochen später dahinter, weil Ridley Wells im betrunkenen Zustand sich eines Tages bei ihm „auskotzte“ und ihm die Tat beichtete. Daraufhin brachte Jackson seinen Bruder beinahe um, indem er ihn bis zur Bewusstlosigkeit verprügelte. Im Anschluss ging er Jackson zu Valentine Clark und fragte ihn um Rat. Aber Clark war bereits aufgrund eines Geständnisses seines Neffen Paul auf die Lösungen gekommen, tötete er seinerseits im Unwissen Jacksons Pig mit einem von ihm selbst geschmiedeten Messerspieß und ließ den Leichnam in einem zugeschütteten Brunnen verschwinden. Um dies zu kaschieren, hatte er das Gerücht streuen lassen, dass der junge Jockey aus Cornwall sein Glück in Australien versuchen wollte. Dies war die Tat, die er Lyon auf dem Sterbebett beichten wollte. Jackson und den anderen hatte er hingegen angeraten, dass sie alle mit der Tat leben müssten oder zur Polizei gehen sollten. Alle befanden aber, dass dies auf gar keinen Fall zutage treten dürfe, weil auch Roddy Visborough als Sonyas Bruder von dem Skandal freigehalten werden sollte. Doch wie Jackson Wells selbst formuliert, „ging alles in die Binsen“, das Leben der Beteiligten änderte sich, weil die Freundschaft zerbrach und ihr Erfolg im Beruf nachließ.
Aufgrund der Dreharbeiten und der Nachforschungen waren die einstigen Gefährten aufgeschreckt worden. Der Anschlag auf Mrs. Pannier ging auf das Konto von Roddy Visborough, der nur durch das Eingreifen von Paul Pannier von Schlimmeren abgehalten wurde. Doch deswegen musste er seinerseits sterben. Lyon stellt Ridley Wells eine erste Falle, indem er ihn als Stuntreiter engagiert und ihn das zuschauende Publikum als jenen mysteriösen Reiter identifiziert, der den Anschlag auf Nash verüben wollte. Der hinter den anderen Morden steckende Anführer der alten Gang, Roddy Visborough, wird letztendlich entlarvt, als er die vermeintlichen letzten Beweismittel, sprich das besagte Foto aus dem Safe des Produzenten stehlen möchte, ihn dabei der Regisseur stellt, niederringt und die Polizei Roddy Visborough festnehmen kann.
Nach der Aufklärung des Falls scheint einer überarbeiteten Drehbuchfassung und den Dreharbeiten kein Stein mehr im Weg zu liegen.

## Ausgabe
- Zügellos. Hörspielbearbeitung: Alexander Schnitzler. Regie: Klaus Zippel, Produktion: MDR und SWR, 2002, Musik: Pierre Oser, 1 CD, Länge: ca. 71 Min. Der Audio Verlag, Berlin 2003, ISBN 3-89813-266-8.[3]

## Hintergrund
Die Besetzung des Filmstars Nash Rourke mit der Standard-Synchronisationstimme Richard Geres Hubertus Bengsch passt sich der Vorlage an.

## Rezension
„Wenig Geräusche und seltene Musikeinlagen, trotzdem entsteht eine temporeiche und spannende Kriminalgeschichte. Die Sprecher überzeugen, besonders ihnen, und der guten Regie, ist es zu verdanken, das aus diesem Hörspiel ein Geheimtipp wird. Wer spannende Krimigeschichten liebt, ist hier genau richtig. Das Ende wird nicht auf einem Silbertablett serviert, und so erwartet man spannend, bis zum Schluss, die Auflösung der Geschichte. Etwas abwegig erscheint allerdings die Vorstellung das ausgerechnet ein Hollywoodregisseur gründliche Recherchen anstellt, um einen Film zu drehen.“